# Phyllastrephus
Genre
Phyllastrephus est un genre de passereaux de la famille des Pycnonotidae. Il comprend 20 espèces de bulbuls.

## Répartition
Ce genre se trouve à l'état naturel en Afrique subsaharienne,,,,,,,,,,,,,,,,,.

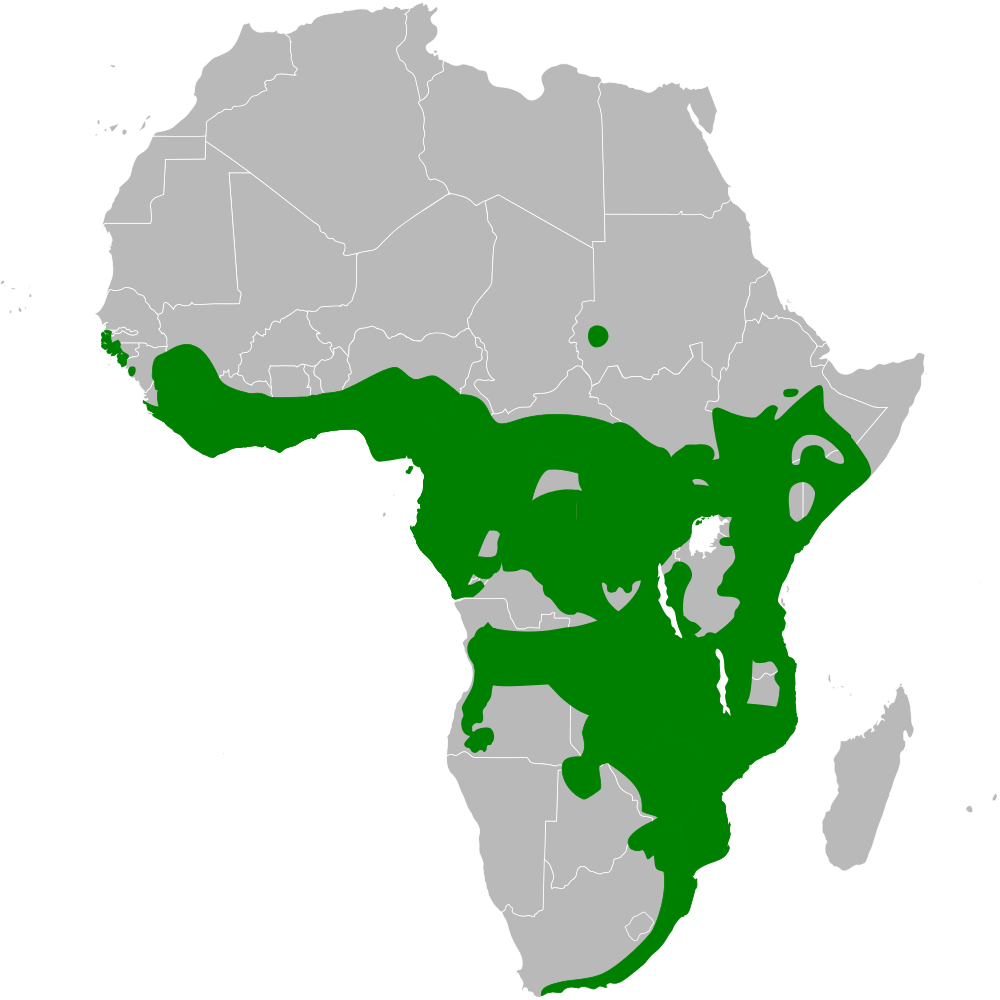
Répartition de Phyllastrephus.

## Liste des espèces
Selon la classification de référence du Congrès ornithologique international (version 8.2, 2018) (ordre alphabétique) :
- Phyllastrephus albigula (Grote, 1919) — Bulbul des Usambara
- Phyllastrephus albigularis (Sharpe, 1882) — Bulbul à gorge blanche
- Phyllastrephus viridiceps Rand, 1955 — Bulbul du Kwanza
- Phyllastrephus alfredi (Shelley, 1903) — Bulbul d'Alfred, Bulbul de Sharpe
- Phyllastrephus baumanni Reichenow, 1895 — Bulbul de Baumann
- Phyllastrephus cabanisi (Sharpe, 1882) — Bulbul à bec gris, Bulbul de Cabanis
  - Phyllastrephus cabanisi cabanisi (Sharpe, 1882)
  - Phyllastrephus cabanisi sucosus Reichenow, 1903
- Phyllastrephus cerviniventris Shelley, 1894 — Bulbul vert-olive
  - Phyllastrephus cerviniventris cerviniventris Shelley, 1894
  - Phyllastrephus cerviniventris schoutedeni Prigogine, 1969
- Phyllastrephus debilis (Sclater, WL, 1899) — Bulbul minute
  - Phyllastrephus debilis debilis (Sclater, WL, 1899)
  - Phyllastrephus debilis rabai Hartert & van Someren, 1921
- Phyllastrephus fischeri (Reichenow, 1879) — Bulbul de Fischer
- Phyllastrephus flavostriatus (Sharpe, 1876) — Bulbul à stries jaunes
  - Phyllastrephus flavostriatus flavostriatus (Sharpe, 1876)
  - Phyllastrephus flavostriatus graueri Neumann, 1908
  - Phyllastrephus flavostriatus kungwensis Moreau, 1941
  - Phyllastrephus flavostriatus olivaceogriseus Reichenow, 1908
  - Phyllastrephus flavostriatus tenuirostris (Fischer, GA & Reichenow, 1884)
  - Phyllastrephus flavostriatus uzungwensis Jensen & Stuart, 1982
  - Phyllastrephus flavostriatus vincenti Grant, CHB & Mackworth-Praed, 1940
- Phyllastrephus fulviventris Cabanis, 1876 — Bulbul à ventre fauve, Bulbul à ventre roux
- Phyllastrephus hypochloris (Jackson, 1906) — Bulbul du Toro
- Phyllastrephus icterinus (Bonaparte, 1850) — Bulbul ictérin
- Phyllastrephus lorenzi Sassi, 1914 — Bulbul de Lorenz
- Phyllastrephus placidus (Shelley, 1899) — Bulbul placide
- Phyllastrephus poensis Alexander, 1903 — Bulbul olivâtre
- Phyllastrephus poliocephalus (Reichenow, 1892) — Bulbul à ventre jaune
- Phyllastrephus scandens Swainson, 1837 — Bulbul à queue rousse
  - Phyllastrephus scandens orientalis (Hartlaub, 1883)
  - Phyllastrephus scandens scandens Swainson, 1837
- Phyllastrephus strepitans (Reichenow, 1879) — Bulbul brun
- Phyllastrephus terrestris Swainson, 1837 — Bulbul de brousse, Bulbul jaboteur
  - Phyllastrephus terrestris intermedius Gunning & Roberts, 1911
  - Phyllastrephus terrestris rhodesiae Roberts, 1917
  - Phyllastrephus terrestris suahelicus Reichenow, 1904
  - Phyllastrephus terrestris terrestris Swainson, 1837
- Phyllastrephus xavieri (Oustalet, 1892) — Bulbul de Xavier, Bulbul ictérin tacheté
  - Phyllastrephus xavieri serlei Chapin, 1949
  - Phyllastrephus xavieri xavieri (Oustalet, 1892)